# Giovanni
Giovanni [d͡ʒo'van-ni] ist ein Vorname und Familienname.

## Herkunft und Bedeutung
Giovanni ist die italienische Form des Vornamens Johann oder Johannes und bedeutet „der Herr ist gnädig“. Kurzformen wie Giovan oder Gian sind vor allem bei Doppelnamen in Kombination mit Zweitnamen wie Battista (deutsch auch Baptist) oder Maria üblich, also Giovan Battista, Gian Battista, Giambattista (sic!) oder Giovan Maria, Gian Maria. Diminutive des Namens sind Gianni oder Nanni.

## Bekannte Namensträger

### Vorname
Giovan
- Giovan Battista Caporali (1476–1560), italienischer Maler und Architekt der Renaissance
- Giovan Battista Carpi (1927–1999), italienischer Comiczeichner
- Giovan Pietro Maffei (1533–1603), Inhaber des Lehrstuhles für Beredsamkeit in Genua und Sekretär der Republik Genua
- Giovan Battista Moroni (1525–1578), italienischer Maler der Renaissance
- Giovan Battista Perasso, Volksheld von Genua
- Giovan Battista Ramusio (1485–1557), italienischer Humanist, Historiker und Geograph
- Giovan Battista Strozzi (1489–1538), siehe Filippo Strozzi der Jüngere

Giovanni
- Giovanni Battista (Venedig) (* um 1492; † 1567), Architekt, Bildhauer und Steinmetz
- Giovanni Battista Abiosi, italienischer Mathematiker
- Giovanni Battista Amici (1786–1863), italienischer Astronom
- Giovanni Andrea Ansaldo (1584–1638), italienischer Maler und Freskant
- Giovanni Arrighi (1937–2009), italienischer Professor der Soziologie
- Giovanni di Balduccio, italienischer Bildhauer, welcher in der ersten Hälfte des 14. Jahrhunderts arbeitete
- Giovanni Battista Bassani (um 1647–1716), italienischer Violinist und Komponist
- Giovanni Bellini (um 1430–1516), italienischer Maler
- Giovanni Battista Belmonte, italienischer Maler
- Giovanni Belzoni (1778–1823), italienischer Abenteurer, Ingenieur, Gewichtheber und Akrobat; Pionier der Ägyptologie
- Giovanni Battista Benedetti (1530–1590), italienischer Mathematiker und Astronom
- Giovanni da Bologna (1529–1608), Florentiner Bildhauer
- Giovanni Luigi Bonelli (1908–2001), italienischer Comicautor und Verleger
- Giovanni Bononcini (1670–1747), italienischer Violoncellospieler und Komponist
- Giovanni Battista Borra (1712–1786), italienischer Zeichner und Architekt
- Giovanni Maria Bottalla, gen. il Raffaellino (1613–1644), italienischer Maler
- Giovanni van Bronckhorst (* 1975), niederländischer Fußballspieler
- Giovanni Battista Bugatti (1779–1869), Scharfrichter des Vatikans
- Giovanni Battista Buonamente (um 1595–1642), italienischer Komponist
- Giovanni Battista Camessina (1642–1724), Schweizer Architekt
- Giovanni Canestrini (Naturwissenschaftler) (1835–1900), italienischer Naturwissenschaftler
- Giovanni Canestrini (Journalist) (1893–1975), italienischer Journalist, Historiker, Fußballschiedsrichter, Sportfunktionär und Ingenieur
- Giovanni Battista Caprara (1733–1810), Kardinal
- Giovanni Battista Caproni (1886–1957), italienischer Luftfahrtingenieur
- Giovanni Battista Casanova (1730–1795), italienischer Maler
- Giovanni Caselli (Physiker) (1815–1891), italienischer Physiker
- Giovanni Agostino Cassana, genannt Abate Cassana (um 1660–1720), italienischer Maler
- Giovanni Francesco Cassana (um 1611–1690), italienischer Maler
- Giovanni Domenico Cassini (1625–1712, ab 1673 auch Jean-Dominique Cassini I. genannt), französischer Astronom und Mathematiker italienischer Herkunft
- Giovanni Castellaneta (* 1942), italienischer Botschafter
- Giovanni Battista Ceirano (1860–1912), italienischer Automobil-Pionier
- Giovanni Battista Ciampoli (1589–1643), italienischer Geistlicher
- Giovanni Battista Cima (um 1460–nach 1508), italienischer Maler
- Giovanni Battista Nasalli Rocca di Corneliano (1872–1952), italienischer Kardinal
- Giovanni Battista Crespi (1573–1632), italienischer Maler und Architekt
- Giovanni Croce (1557–1609), italienischer Komponist, Kapellmeister und Priester der venezianischen Renaissance
- Giovanni Battista oder Giambattista Crosato (1697–1758), italienischer Maler, Freskant und Bühnenbildner
- Giovanni Battista Draghi (um 1640–nach 1701), italienischer Organist
- Giovanni Falcone (1939–1992), italienischer Jurist und Mafia-Jäger
- Giovanni Battista Fasolo, italienischer Organist (17. Jahrhundert)
- Giovanni Battista Ferrandini (Komponist) (1710–1791), italienischer Komponist
- Giovanni Battista Ferrandini (Maler) († 1793), italienischer Maler
- Giovanni Andrea De Ferrari (ca. 1598–1669), italienischer Maler
- Giovanni Baptista Ferrari (1584–1655), italienischer Jesuit
- Giovanni Battista Foggini (1652–1725), italienischer Bildhauer und Architekt
- Giovanni Battista Fontana (Maler) (um 1524–1587), italienischer Künstler
- Giovanni Battista Fontana (Komponist) (um 1571–1630), italienischer Komponist und Violinist
- Giovanni Francini (* 1963), italienischer Fußballspieler
- Giovanni Franzoni (* 2001), italienischer Skirennläufer
- Giovanni da Gaibana, aus Padua, Kopist und eventuell auch Illuminator der letzten Hälfte des 13. Jahrhunderts
- Giovanni Galli (* 1958), italienischer Fußballspieler
- Giovanni Galzerani (um 1788–1789–nach 1853), italienischer Tänzer und Choreograf
- Giovanni Francesco Giuliani (um 1760–nach 1818), italienischer Komponist, Geiger und Orchesterleiter
- Giovanni Goccione (1883–1952), italienischer Fußballspieler
- Giovanni Battista Dalla Gostena († 1598), italienischer Komponist
- Giovanni Battista Grone (1682–1748), italienischer Theatermaler
- Giovanni da Grado († 802), Patriarch von Grado
- Giovanni Battista Guadagnini (1711–1786), italienischer Geigenbauer
- Giovanni Battista Guarini (1538–1612), italienischer Dichter
- Giovanni Battista Langetti (ca. 1635–1676), italienischer Maler
- Giovanni Antonio Lecchi (1702–1776), italienischer Mathematiker, Physiker und Jesuit
- Giovanni da Legnano (1320–1383), italienischer Jurist
- Giovanni Lodetti (1942–2023), italienischer Fußballspieler
- Giovanni Battista Lorenzi (Bildhauer) (1527/1528–1594), italienischer Bildhauer und Künstler
- Giovanni di Lorenzo (* 1959), deutsch-italienischer Journalist
- Giovanni Di Lorenzo (* 1993), italienischer Fußballspieler
- Giovanni Manfredini (* 1963), italienischer Maler
- Giovanni Marchese (* 1984), italienischer Fußballspieler
- Giovanni Battista Martini (1706–1784), italienischer Komponist
- Giovanni Martusciello (* 1971), italienischer Fußballspieler und -trainer
- Giovanni Battista Mascolo (1583–1656), italienischer Jurist
- Giovanni Mauro (Dichter) (1490–1536), italienischer Hofbeamter und Dichter
- Giovanni Mauro (Schiedsrichter) (1888–1958), italienischer Fußballfunktionär und -schiedsrichter
- Giovanni Battista Mazzolo, italienischer Bildhauer
- Giovanni Merlini (* Mai 1962), Schweizer Politiker
- Giovanni da Milano (Giovanni di Giacomo di Guido da Caversago), italienischer Maler; tätig von 1346 bis 1369
- Giovanni Minozzi (bl. 1920er- und 1930er-Jahre), italienischer Automobilrennfahrer
- Giovanni Mollio (um 1500–1553), italienischer Reformator und evangelischer Märtyrer
- Giovanni Battista Monteggia (1762–1815), italienischer Chirurg
- Giovanni Battista Morgagni (1682–1771), italienischer Anatom
- Giovanni Silva de Oliveira (* 1972), brasilianischer Fußballspieler
- Giovanni Battista Orsini (Johanniter) († 1476), Großmeister des Johanniterordens
- Giovanni Battista Orsini (Kardinal) (um 1450–1503), Kardinal
- Giovanni Pierluigi da Palestrina (um 1514/1515–1594), italienischer Komponist und Erneuerer der Kirchenmusik
- Giovanni Panciera (* 1954), ehemaliger italienischer Eisschnellläufer
- Giovanni di Paolo (um 1403–1482), italienischer Maler der Frührenaissance und ein Hauptvertreter der Schule von Siena
- Giovanni Battista Pergolesi (1710–1736), italienischer Komponist
- Giovanni Battista Piazzetta (1682–1754), italienischer Maler
- Giovanni Pellielo (* 1970), italienischer Sportschütze
- Giovanni Pieroni (1586–1654), italienischer Architekt, Mathematiker und Astronom
- Giovanni Battista Pioda (1808–1882), Schweizer Politiker
- Giovanni Battista Pioda (1850–1914), Schweizer Diplomat
- Giovanni Battista Piranesi (1720–1778), italienischer Architekt
- Giovanni Battista Pittoni (1687–1767), italienischer Maler
- Giovanni Battista Quarantotti (1733–1820), Kardinal
- Giovanni Battista Re (* 1934), Kardinal
- Giovanni Battista Rezzonico (1740–1783), italienischer Kardinal
- Giovanni Battista de Rossi (Archäologe) (1822–1894), italienischer Archäologe
- Giovanni Battista Sammartini (1700/1701–1775), italienischer Komponist
- Giovanni Aparecido Adriano dos Santos (* 1987), brasilianischer Fußballspieler
- Giovanni Battista Seni (um 1600–1656), italienischer Astrologe
- Giovanni Battista Sidotti (1668–1714), italienischer Jesuitenpriester
- Giovanni Simeone (* 1995), argentinischer Fußballspieler
- Giovanni Battista Somis (1686–1763), italienischer Komponist
- Giovanni Spadolini (1925–1994), italienischer Politiker
- Giovanni Stroppa (* 1968), italienischer Fußballspieler und -trainer
- Giovanni Battista Tiepolo (1696–1770), italienischer Maler
- Giovanni Tonoli (1947–1993), italienischer Radrennfahrer
- Giovanni Trapattoni (* 1939), italienischer Fußballspieler und -trainer
- Giovanni Battista Vaccarini (1702–1768), italienischer Architekt
- Giovanni Battista Venturi (1746–1822), italienischer Physiker
- Giovanni Viola (1926–2008), italienischer Fußballspieler
- Giovanni Battista Viotti (1755–1824), italienischer Komponist
- Giovanni Battista Visconti (1722–1784), italienischer Archäologe
- Giovanni Battista Vitali (1632–1692), italienischer Komponist
- Giovanni Zarrella (* 1978), deutsch-italienischer Popsänger
- Giovanni Battista Zelotti (um 1526–1578), italienischer Maler
- Giovanni Ziggiotto (1954–1977), italienischer Motorradrennfahrer
- Giovanni Battista Zupi (um 1590–1650), italienischer Astronom

### Familienname

#### Giovanni
- Agostino di Giovanni, italienischer Architekt und Bildhauer
- Janine di Giovanni (* 1961), US-amerikanische Kriegsberichterstatterin
- José Giovanni (1923–2004), französisch-schweizerischer Schriftsteller und Filmemacher
- Kearran Giovanni, US-amerikanische Schauspielerin
- Nikki Giovanni (1943–2024), US-amerikanische Dichterin, Aktivistin und Kommentatorin

#### De Giovanni
- Biagio De Giovanni (* 1931), italienischer Philosoph, Hochschullehrer und Politiker
- Maurizio De Giovanni (* 1958), italienischer Schriftsteller

#### Di Giovanni
- Alessio Di Giovanni (1872–1946), sizilianischer Dichter
- Berto di Giovanni, umbrischer Maler
- Francesca Di Giovanni (* 1953), italienische Juristin, Kurienbeamtin des Heiligen Stuhls
- Severino Di Giovanni (1901–1931), italienischer Anarchist
- Vincenzo Di Giovanni (1832–1902), sizilianischer Philosoph und Gelehrter

### Kunstfigur
- Giovannis Zimmer, Roman von James Baldwin aus dem Jahr 1956

### Pseudonym
- Josef August Untersberger (1864–1933), deutsch-österreichischer Maler
- Aria Giovanni (* 1977; eigentlich Cindy Renee Volk), US-amerikanische Pornodarstellerin und Model

## Sonstiges
- für Kirchen, siehe San Giovanni
- in den Pokémon-Spielen und dem Anime heißt der Anführer von Team Rocket Giovanni
- Giovanni Peak, Berg auf der Alexander-I.-Insel, Antarktis